# Науэльпан, Ариэль
Ариэ́ль Хера́рдо Науэльпа́н О́стен (исп. Ariel Gerardo Nahuelpan Osten; родился 15 октября 1987 года в Сьюдад-Эвита, провинция Буэнос-Айрес) — аргентинский футболист, нападающий клуба «Масатлан».

## Биография

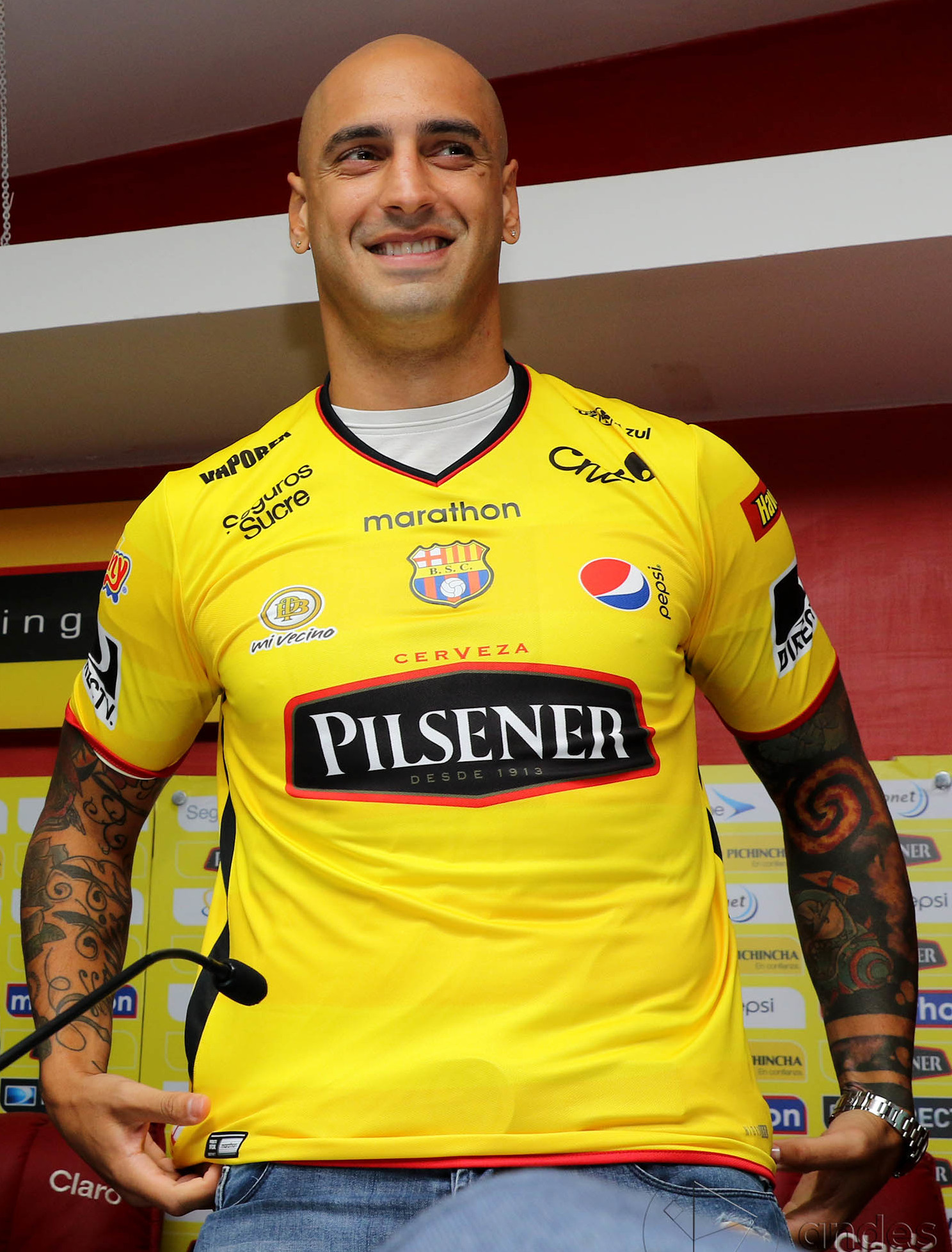
Науэльпан в форме «Барселоны» Гуаякиль

Нуэльпан начал карьеру в клубе «Нуэва Чикаго». За два сезона в Примере B он стал одним из её лучших бомбардиров. В 2008 году Ариэль перешёл в бразильскую «Коритибу». Сумма трансфера составила 1,3 млн долларов. 28 сентября в матче против «Атлетико Паранаэнсе» он забил свой первый гол в бразильской Серии А.
Летом 2010 года Нуэльпан перешёл в испанский «Расинг» из Сантандера. 29 августа в матче против «Барселоны» он дебютировал в Ла Лиги. 19 сентября в поединке против «Сарагосы» Ариэль забил свой первый гол за команду из Сантандера.
Голы в Испании давались Нуэльпану с трудом и в начале 2012 года он перешёл в эквадорский ЛДУ Кито. Сумма трансфера составила 1,9 млн долларов. 26 февраля в матче против «Депортиво Кито» Ариэль дебютировал в эквадорской Примере. 29 марта в поединке против «Индепендьенте дель Валье» он забил свой первый гол за ЛДУ. В начале 2013 года Ариэль на правах аренды перешёл в «Барселону» Гуаякиль.
Летом того же года Нуэльпан принял приглашение мексиканского УНАМ Пумас. 21 июля в матче против «Пуэблы» он дебютировал в мексиканской Примере. 18 августа в поединке против «Леона» Ариэль забил свой первый гол за «пум», реализовав пенальти. Нуэльпан был футболистом ротации, поэтому в начале 2014 года, для получения игровой практики он на правах аренды вернулся на родину в клуб «Тигре». После окончания аренды Ариэль подписал контракт с «Пачукой». 20 июля в матче против «Крус Асуль» он дебютировал за новую команду. 10 августа в поединке против «Гвадалахары» он сделал «дубль», забив свои первые голы за «Пачуку». В поединках Лиги чемпионов КОНКАКАФ против канадского «Монреаль Импакт», гватемальского «Мунисипаля» и гондурасского «Реал Эспанья» Нуэльпан забил пять голов, став лучшим бомбардиром команды в турнире. В 2016 году он помог Пачуке выиграть Кубок Мексики.
Летом 2016 года Ариэль перешёл в бразильский «Интернасьонал». 10 июля в матче против «Санта-Круз» из Ресифи он дебютировал в бразильской Серии A. 24 июля в поединке против «Понте-Прета» Науэльпан забил свой первый гол за «Интернасьонал». В начале 2017 года Ариэль вернулся в эквадорскую «Барселону». 12 апреля в матче Кубка Либертадорес против «Эстудиантеса» он забил гол.

## Достижения
Командные
 «Пачука»
- Обладатель Кубка Мексики — Клаусура 2016